# Боткин, Сергей Петрович
Серге́й Петро́вич Бо́ткин (5 [17] сентября 1832, Москва — 12 [24] декабря 1889, Ментона) — русский врач-терапевт, патологоанатом, физиолог и общественный деятель, автор учения об организме как о едином целом, подчиняющемся воле. Профессор Императорской Медико-хирургической академии (с 1861), лейб-медик (1872–1880), тайный советник (1877).

## Биография

### Происхождение
Родился 5 (17) сентября в Москве в богатой купеческой семье. Отец Пётр Кононович Боткин — купец первой гильдии (1810), потомственный почётный гражданин своего родного Торопца (1832), основатель крупной фирмы, занимающейся оптовой чайной торговлей с Китаем, крупный фабрикант, мать — Анна Ивановна Боткина (урождённая Постникова), домохозяйка. Из двадцати пяти рождённых в двух браках детей выжили только четырнадцать: 9 сыновей и 5 дочерей. Сергей был одиннадцатым ребёнком. Его воспитанием, как и остальных младших детей, занимался старший сын П. К. Боткина — Василий Петрович. В 1845 году домашним учителем С. П. Боткина был приглашён студент Императорского Московского университета А. Ф. Мерчинский, способный математик и педагог. Для подготовки к поступлению в университет Василий Боткин в 1847 году определил Сергея в частный пансион Эннеса полупансионером.

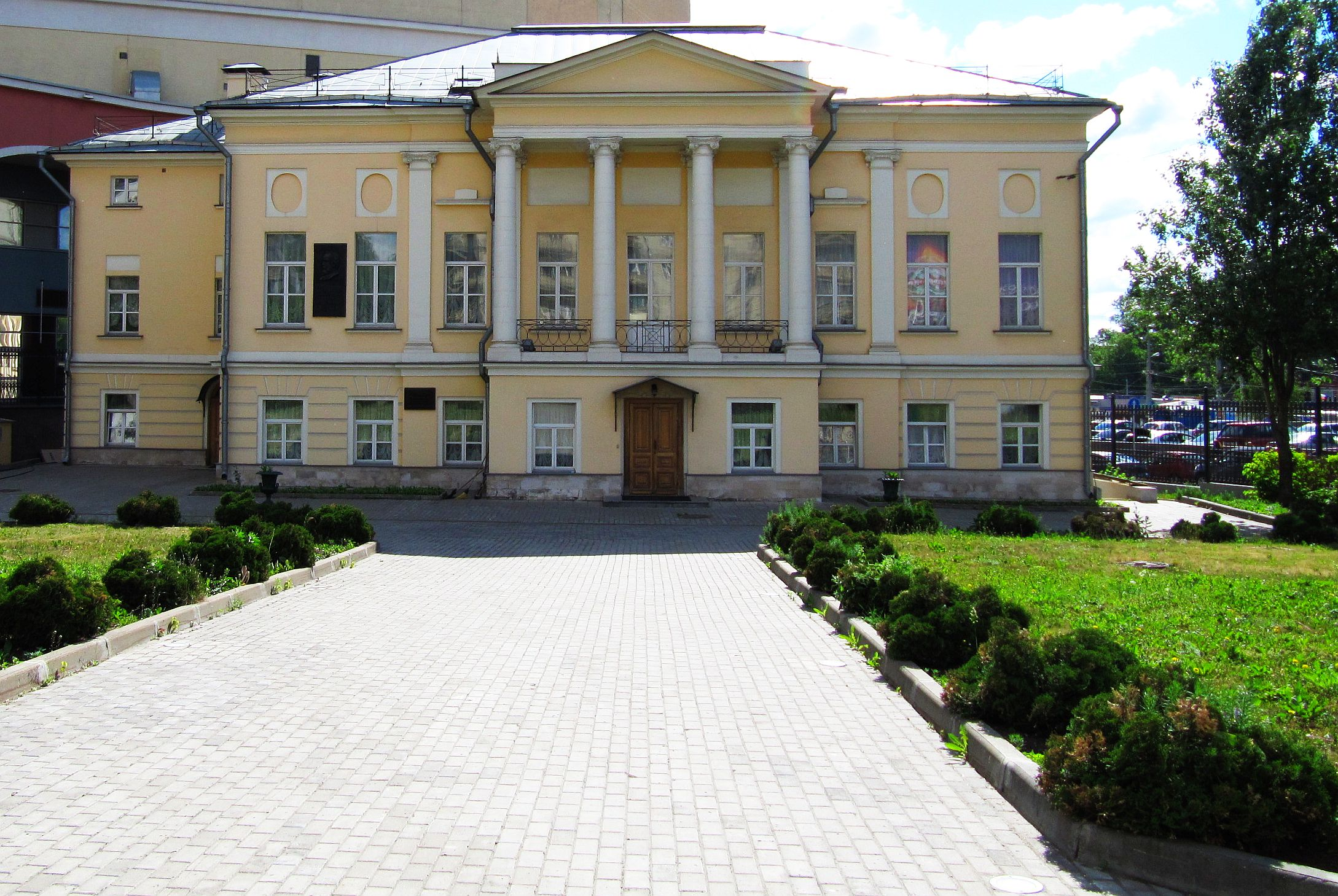
Дом, в котором родился С. П. Боткин. Москва, Земляной Вал, 35

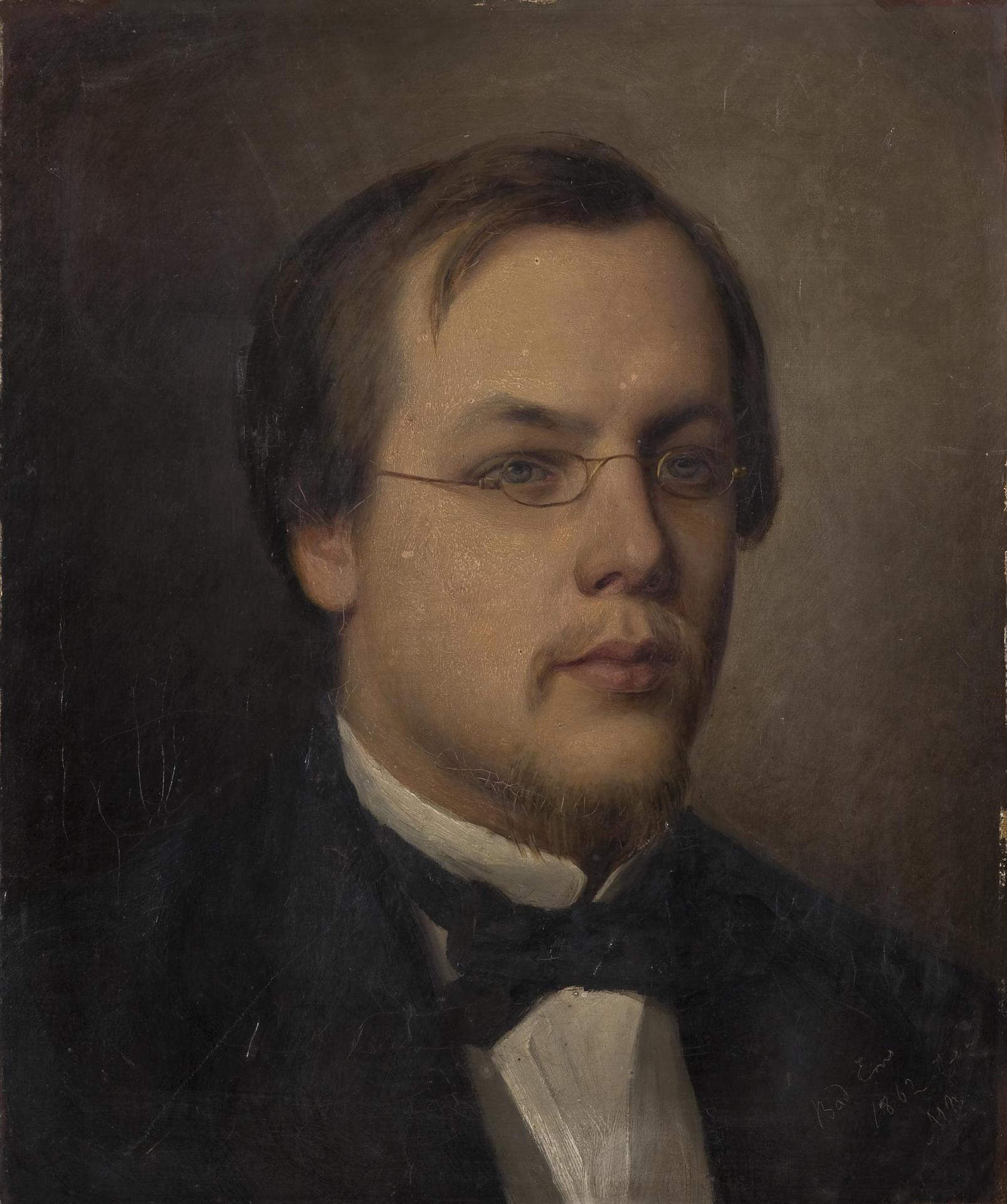
Портрет Сергея Боткина работы Михаила Боткина (1862)

Дом Боткиных являлся одним из культурных центров Москвы, в начале 1850-х годов здесь жил Т. Н. Грановский и проходили собрания кружка московских «западников». Тем самым, учёный и литературный мир Московского университета с раннего детства оказывал своё влияние на Боткина. Старший брат Боткина Василий (в 1830-х) входил в кружок Н. В. Станкевича, был тесно знаком с М. А. Бакуниным, В. Г. Белинским, И. С. Тургеневым, А. И. Герценом. Одна из сестёр Боткина, Мария, вышла замуж за А. А. Фета.

### Образование
Учился (1847—1850) в частном пансионе Эннеса, считавшемся лучшим в Москве (среди преподавателей — А. Н. Афанасьев, И. К. Бабст и А. Ю. Давидов). Боткин хотел поступать на физико-математический факультет Московского университета, но к моменту поступления в университет вышел указ императора Николая I запретивший лицам, не окончившим гимназию, поступать на любые факультеты, кроме медицинского. Поэтому Боткин, желавший несмотря ни на что учиться в Московском университете, летом 1850 года сдал экзамены и поступил на медицинский факультет Московского университета. Студенческие годы Боткина попали на период «мрачного семилетия», господства внешней формалистики и строжайшей дисциплины в университете (так, уже на 1-м курсе Боткин провёл сутки в карцере за незастёгнутые крючки на воротнике вицмундира). Среди университетских учителей Боткина — профессора Ф. И. Иноземцев, А. И. Овер, А. И. Полунин, И. Т. Глебов, Н. Э. Лясковский, В. И. Кох, Н. С. Топоров, И. В. Варвинский. Большое влияние на Боткина оказал талантливый клиницист П. Л. Пикулин, который был женат на сестре Боткина. Именно Пикулин в январе 1854 года убедил Боткина не следовать призыву университетского начальства отправиться в Крым на войну, где не хватало врачей, а завершить полный курс обучения в университете. Летом 1854 года участвовал в ликвидации эпидемии холеры в Москве. В период учёбы близко познакомился со своим сокурсником И. М. Сеченовым, во время их пребывания за границей после окончания университета эти отношения переросли в тесную дружбу. В 1855 году окончил Императорский Московский университет со степенью «лекаря с отличием». Впоследствии Боткин достаточно критично оценивал преподавание в Московском университете :

«По окончании курса мы считали себя готовыми врачами с готовыми ответами на каждый вопрос, представляющийся в практической жизни… Будущность наша уничтожалась нашей школой, которая преподавая нам знание в форме катехизисных истин, не возбуждала в нас той пытливости, которая обусловливает дальнейшее развитие».

### Начало врачебной деятельности
Вскоре по окончании курса отправился на Крымскую войну в отряде Н. И. Пирогова, в качестве ординатора Симферопольского госпиталя. Уже в этот период сформировалась у Боткина концепция военной медицины и правильного питания солдат:

Добиться того, чтобы кусок мяса или хлеба, назначенный больному, дошёл до него в полной сохранности не уменьшившись до минимума, дело было нелёгкое в те времена и в том слое общества, который относился к казённой собственности, как к общественному именинному пирогу, предлагаемому на съедание… По распоряжению Пирогова мы принимали на кухне мясо по весу, запечатывали котлы так, чтобы нельзя было вытащить из него объёмистого содержимого, тем не менее всё-таки наш бульон не удавался: находили возможность и при таком надзоре лишать больных их законной порции.
— Из речи по поводу 50-летнего юбилея Пирогова, произнесённой в Обществе русских врачей. «Еженедельная клиническая газета», № 20 за 1881 год

Особенность военной медицины состоит в особенности быта солдат, представляющегося как предмет попечения… и в особенности положения медика, которому поручается попечение о здоровье войска. На основании этого я позволю себе сделать следующее предложение: право полной самостоятельности в лечении и администрации, право голоса в конторе врач получает не иначе, как прослуживши известное число лет в том или другом госпитале и получивши аттестацию своих старших товарищей. До этого он действует под непосредственным надзором и ответственностью одного из старших ординаторов, который, заведуя своей палатой, исключительно играет роль консультанта в палате одного из молодых врачей.
— Белоголовый Н. А. С. П. Боткин, его жизнь и врачебная деятельность. — СПб., 1892.

### Стажировка в Европе, научная и клиническая деятельность

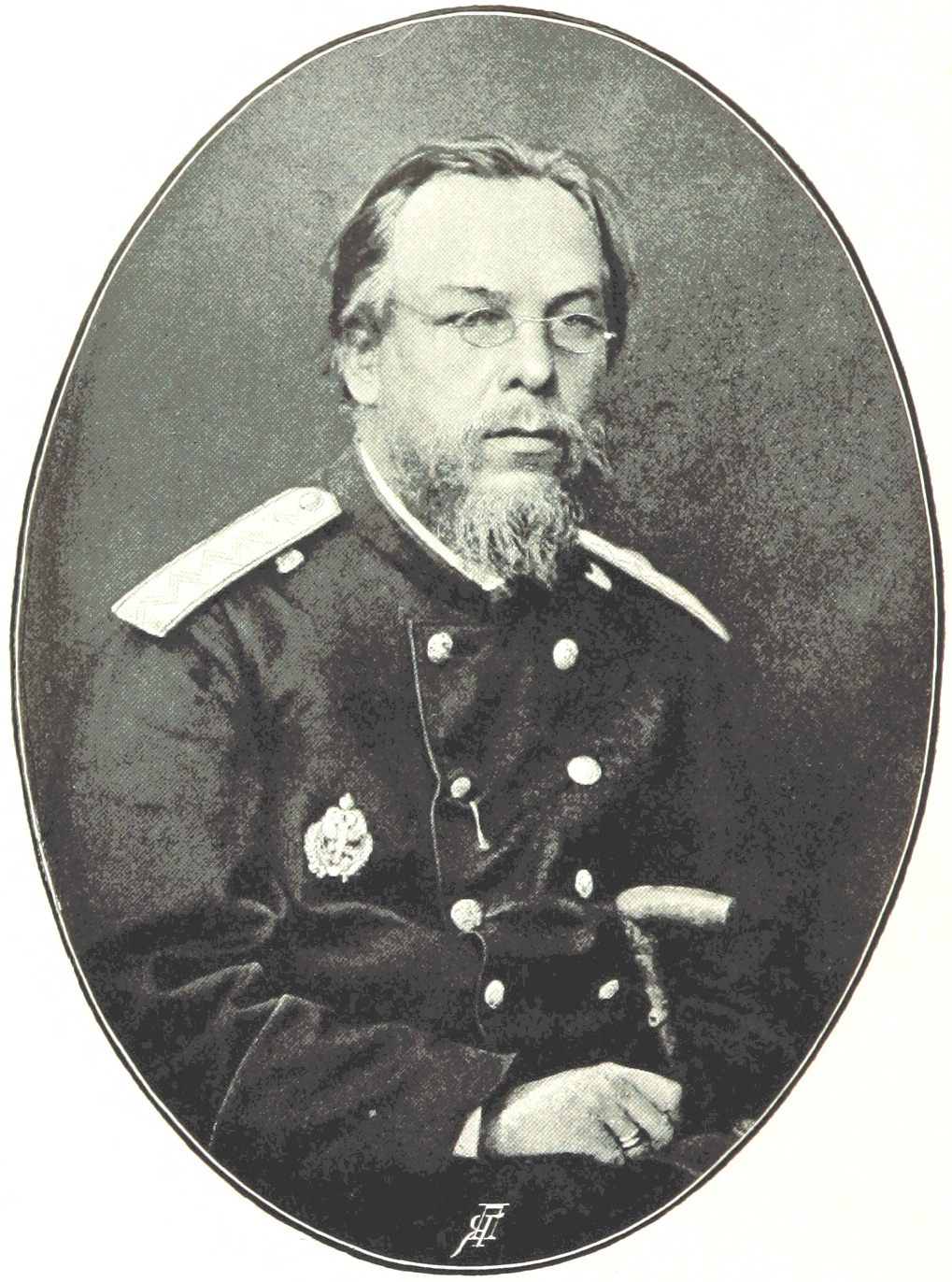
С. П. Боткин

Получил обширную подготовку по различным разделам медицины за рубежом: в клинике профессора Г. Хирша в Кёнигсберге, в патологическом институте у Р. Вирхова в Вюрцбурге и Берлине, в лаборатории Гоппе-Зейлера, в клинике знаменитого терапевта Л. Траубе, невролога Ромберга, сифилидолога Береншпрунга в Берлине, у физиолога К. Людвига и клинициста И. Оппольцера в Вене, в Англии, а также в лаборатории экспериментатора-физиолога К. Бернара, в клиниках Бартеза, Бюшу, Трюссо и др. в Париже. Первые работы Боткина вышли в «Архиве Вирхова» («Архиве патологической анатомии, физиологии и клинической медицины»).
В конце 1859 года был приглашён в клинику терапии Императорской Медико-хирургической академии.
10 августа 1860 года Боткин прибыл в Санкт-Петербург. Защитил докторскую диссертацию на тему: «О всасывании жира в кишках» и был назначен исправляющим должность адъюнкта при терапевтической клинике, которой заведовал профессор П. Д. Шипулинский. Вскоре отношения Боткина и Шипулинского испортились, и последний был вынужден подать в отставку. Однако конференция академии не хотела передавать руководство клиникой талантливому Боткину, и только письмо от студентов и врачей позволило ему занять освободившуюся должность в 1861 году и в возрасте 29 лет получить звание профессора. Вышедшие из клиники ученики Боткина вскоре возглавили собственные кафедры: Н. А. Виноградов — в Казанском университете, В. Т. Покровский — в Киевском университете, В. Г. Лашкевич — в Харьковском, а Л. В. Попов — в Варшавском университете.

### Организатор медицины

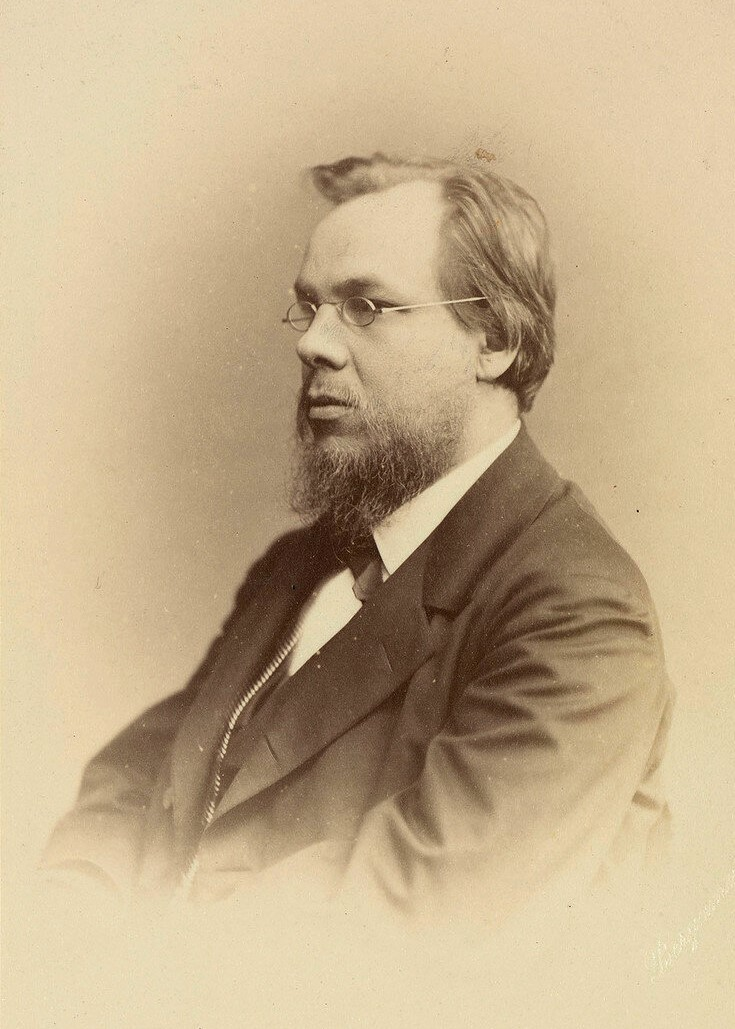
С. П. Боткин. 1874

В 1865 году С. П. Боткин выступил инициатором создания эпидемиологического общества, целью которого была борьба с распространением эпидемических заболеваний. Общество было малочисленным, но деятельным; его печатным органом был «Эпидемический листок». В рамках работы общества Боткин изучал эпидемию чумы, холеры, тифа, натуральной оспы, дифтерии и скарлатины. Наблюдая заболевания печени, протекающие с высокой температурой, С. П. Боткин впервые описал болезнь, которую до него считали желудочно-кишечным катаром с механической задержкой жёлчи. Заболевание это проявлялось не только желтухой, но и увеличением селезёнки, иногда заболеванием почек. Болезнь, указывал С. П. Боткин, тянется несколько недель, и в дальнейшем может привести к тяжелейшему осложнению — циррозу печени. Отыскивая причины болезни, С. П. Боткин пришёл к выводу, что источником заражения служат загрязнённые пищевые продукты. Этот вид катаральной желтухи он отнес к инфекционным болезням, что и было подтверждено в дальнейшем (болезнь Боткина, вирусный гепатит A).
Боткин стоял у истоков женского медицинского образования в России. В 1874 году он организовал школу фельдшериц, а в 1872 году принял участие в создании Высших женских врачебных курсов. В клинике Боткина ординаторами-ассистентами работали две женщины: Е. О. Шумова-Симановская и В. А. Кошеварова-Руднева. В 1866 году Боткин был назначен членом Медицинского совета Министерства внутренних дел. Активная жизненная позиция, интерес к общественной деятельности позволили врачебной общественности избрать С. П. Боткина в 1878 году председателем Общества русских врачей, которым он руководил до своей кончины. Одновременно с этим он был членом главного управления Общества попечения о раненых и больных воинах, гласным Петербургской думы и заместителем председателя Комиссии общественного здравия Санкт-Петербурга.
С. П. Боткин положил начало санитарным организациям в Санкт-Петербурге. С первых лет существования Александровской барачной больницы становится её попечителем по врачебной части (отсюда и название, употребляемое в Санкт-Петербурге, — Боткинские бараки, ныне — «Клиническая инфекционная больница имени С. П. Боткина»). Во многом именно благодаря деятельности С. П. Боткина появилась первая санитарная карета как прообраз будущей «Скорой помощи».
В начале 1879 г. Боткин объявил, что у обследованного им столичного дворника Наума Прокофьева выявлена чума. Слухи о страшной болезни разлетелись по Петербургу, вызвав панику и отъезд жителей из города. Известие о чуме в Европе перепечатали и западные газеты. Однако Прокофьев вскоре выздоровел, а Боткин стал мишенью для оскорбительных нападок и обвинений в непрофессионализме. Хотя Боткин сохранил убеждённость в верности первоначального диагноза, его биограф Белоголовый считает, что в данном случае он поступил «чересчур поспешно и опрометчиво», чем нанёс ущерб собственной репутации.

### Известные пациенты

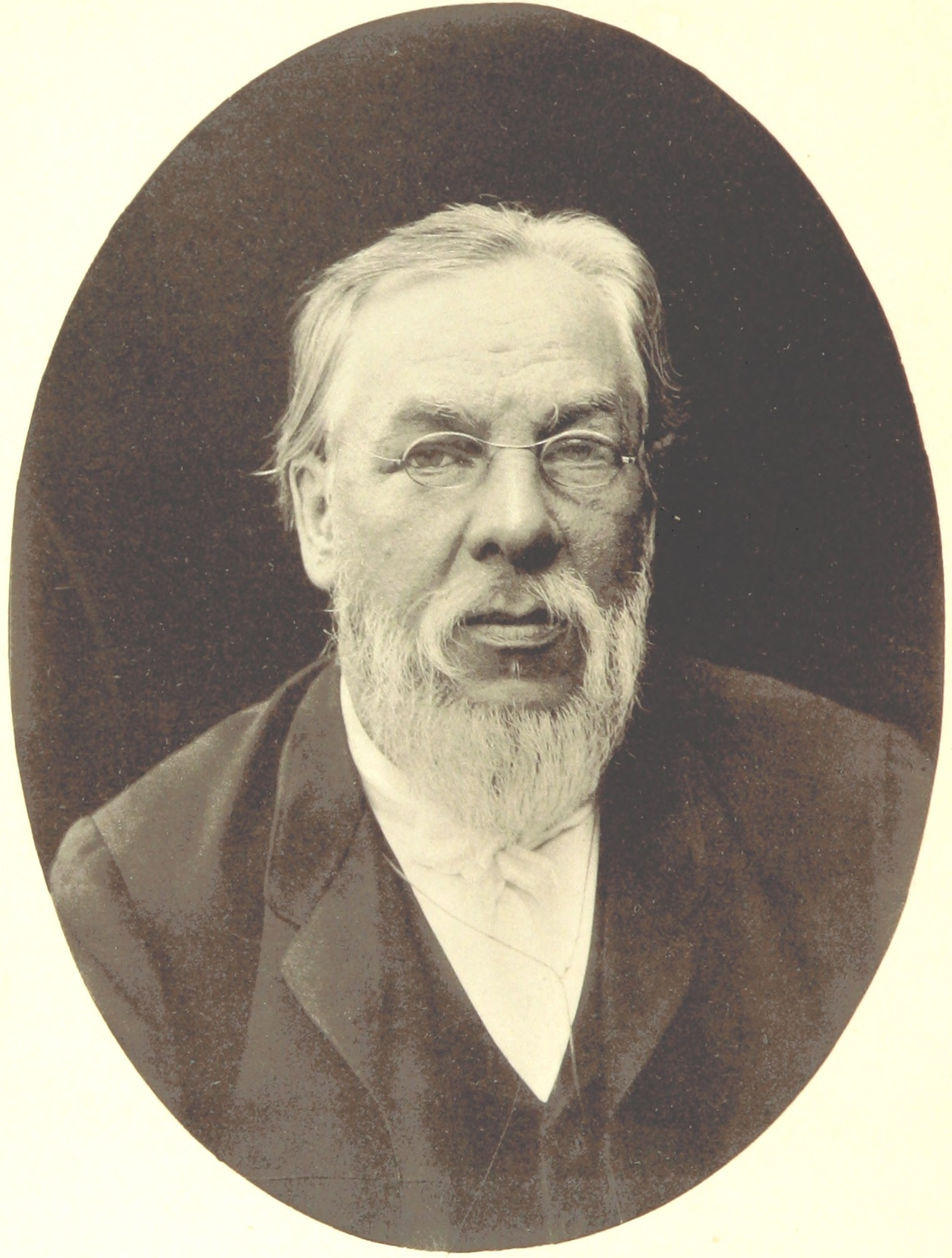
С. П. Боткин. Фотография 1880-х годов

Известность и врачебный талант сыграли своё дело. В мае 1875 года «пожалован в лейб-медики Двора Его Императорского Величества с назначением состоять при Её Императорском Величестве Государыне Императрице с оставлением при занимаемых им ныне должностях» (РГИА. Ф. 479, оп. 1, ед. хр. 1856, лл. 456—456 об.). С. П. Боткин стал первым в истории этническим русским лейб-медиком семьи самого императора (до этого этнические русские лейб-медики были лечащими врачами только других членов императорской фамилии).
Боткин был лечащим врачом многих деятелей науки и культуры: Д. И. Менделеева, писателя Ф. М. Достоевского; скульпторов М. М. Антокольского, И. Я. Гинцбурга и др.; художников А. А. Иванова, П. П. Чистякова, И. Н. Крамского, И. Е. Репина, И. И. Шишкина; композиторов М. А. Балакирева, А. П. Бородина. Он также консультировал Ф. И. Тютчева, А. И. Герцена, А. И. Эртеля, А. К. Толстого, Д. И. Писарева, С. Я. Надсона, А. Ф. Кони. Многие годы следил за здоровьем Н. А. Некрасова и М. Е. Салтыкова-Щедрина — своих друзей. В то же время он лечил и обычных пациентов, часто — совсем бескорыстно. Слава о нём как о враче-кудеснике распространилась по всей империи, и ему верили безоговорочно. Часто рецепты, которые Боткин выписывал пациентам, кочевали из рук в руки. Так, Лев Толстой, присутствуя при консультативных беседах с пациентами, заметил, что лекарства, которые больные безуспешно принимали ранее, становились высокоэффективными после назначения их Боткиным, и состояние здоровья больных улучшалось.
Н. А. Некрасов писал брату в 1876 году: «Числа 24—25 августа я еду в Крым, там хорошая осень и при том будет доктор Боткин». Пребывание в Ялте и лечение под наблюдением Боткина принесли тяжелобольному поэту улучшение здоровья. Некрасов посвятил Боткину главу в поэме «Кому на Руси жить хорошо» («Пир на весь мир»).
М. Салтыков-Щедрин оставил тёплые воспоминания о Сергее Петровиче как враче. 25-летняя дружба связывала Боткина и Крамского, который написал известный портрет великого врача. В июне 1872 года в Ялте, в Массандре, к Боткину обратился за советом известный русский пейзажист Фёдор Васильев, страдавший туберкулёзом. Боткин лечил его на протяжении 1872—1873 годов. Боткин дружил с И. Репиным, А. Куинджи, В. Серовым, С. Маковским.

### Исследование роли Южного берега Крыма в курортном лечении
Одной из больших заслуг Боткина явился его вклад в исследование роли Южного берега Крыма для санаторно-курортного лечения. В 1870 году он получил звание академика и был назначен лейб-медиком царской семьи, которая много времени проводила в имении Ливадия. Уже в первую поездку он писал, сравнивая Крым с курортами Европы:

«Живописность Крыма, прелестный его климат стоят в неимоверном контрасте с отсутствием всего похожего на комфорт для злополучного путешественника. Как больничная станция он, по-моему, имеет большую будущность, лишь бы появились те необходимые удобства, без которых невозможно посылать больных с кошельком среднего размера. Со временем Крым займёт место значительно выше Монтре».
Боткин одним из первых отметил замечательные климатические условия Южного берега для больных туберкулёзом. Наиболее благоприятной для лечения «лёгочных болезней» он считал зону, расположенную между предгорьем и среднегорной полосой, пояс хвойной растительности. По рекомендации Боткина в Эриклике был построен небольшой горный дворец в лесу для императрицы Марии Александровны, болеющей туберкулёзом. В настоящее время на его месте противотуберкулёзный санаторий «Горная здравница». Сохранился домик, в котором жил Боткин.
По инициативе Боткина был заложен лечебный корпус на Поликуровском холме в Ялте. Затем там располагался санаторий имени императора Александра III, а в советское время — НИИ физических методов лечения, медицинской климатологии и реабилитации им. Сеченова. Один из корпусов его называется Боткинским, рядом с ним установлен бронзовый бюст великого врача. Его именем также названа популярная пешеходная тропа.
Боткин был, кроме всего прочего, прекрасным фармакологом.

### Смерть и похороны
Скончался 24 декабря 1889 года в 12 ч. 30 мин. в Ментоне от тяжёлого инфаркта миокарда.  Похоронен 30 декабря на кладбище Воскресенского Новодевичьего монастыря (Средняя часть, дор. 9, уч. 10). В это время проходил съезд русских врачей, работу которого прервали. Гроб с телом Боткина несли на руках на протяжении 4 вёрст. Надгробный памятник — бюст с постаментом работы скульптора Ильи Гинцбурга — был установлен в 1896 году; в 1920-х годах бюст был перенесён на территорию Боткинской больницы, в 1973 году установлена копия.

## Оценки деятельности
В своём выступлении на заседании Общества русских врачей, посвящённом памяти С. П. Боткина, И. П. Павлов отметил: «Покойный С. П. Боткин был лучшим олицетворением законного и плодотворного союза медицины и физиологии — тех двух родов человеческой деятельности, которые на наших глазах воздвигают здание науки о человеческом организме и сулят в будущем обеспечить человеку его лучшее счастье — здоровье и жизнь… Я имел честь в продолжении 10 лет стоять близко к деятельности покойного клинициста в её лабораторной отрасли… Глубокий ум его, не обольщаясь ближайшим успехом, искал ключи к великой загадке: что такое больной человек и как помочь ему — в лаборатории, в живом эксперименте. На моих глазах десятки лет его ученики направлялись им в лабораторию, и эта высокая оценка эксперимента клиницистом составляет, по моему убеждению, не меньшую славу Сергея Петровича, чем его клиническая, известная всей России деятельность».

## Теоретические положения, выработанные Боткиным
Боткин сформулировал положения, согласно которым в развитии приобретаемых и наследуемых признаков ведущая роль принадлежит внешней среде, включая все условия жизни, в том числе и социальные. При этом организм человека при любых условиях его существования представляет единство физического и психического; физическое всегда первично, психическое является производным этого физического.
Активно влияя на внешние факторы, можно изменить не только болезнь, но и предрасположение к ней.
Нервная система является основой в процессе приспособления человека к внешней среде, как в норме, так и в патологии.
Основным механизмом регулирующей роли нервной системы при всех отправлениях жизни является рефлекс, а основой патогенеза болезней — чисто физиологический процесс.
Современная медицина обязана Боткину тем, что он одним из первых подметил, какую важную роль в организме человека играет центральная нервная система. Он понял, что болезнь не поражает отдельный участок тела или орган, а влияет через нервную систему на весь организм. Только постигнув это, врач может правильно лечить больного.
Боткин сделал много замечательных предсказаний. В своих лекциях он выразил, например, уверенность, что в головном мозге человека будут найдены особые центры, которые управляют кроветворением, отделением пота, регуляцией тепла и т. д. Сейчас существование таких центров доказано.
Обобщив свой врачебный опыт, С. П. Боткин сформулировал три правила терапевта:
1. Настроить больного на выздоровление.
2. Лечить человека целиком.
3. Главную ответственность за появление болезни несёт внешняя среда, от качества отдыха до общения с родственниками.

## Семья
Отец — Пётр Кононович Боткин (1781—1853), купец 1-й гильдии и владелец крупной чайной фирмы, суконных и сахарных заводов, мать — Анна Ивановна Посникова (1805—1841). В двух браках у Петра Кононовича родилось 25 детей, Сергей был одиннадцатым ребёнком от второго брака.

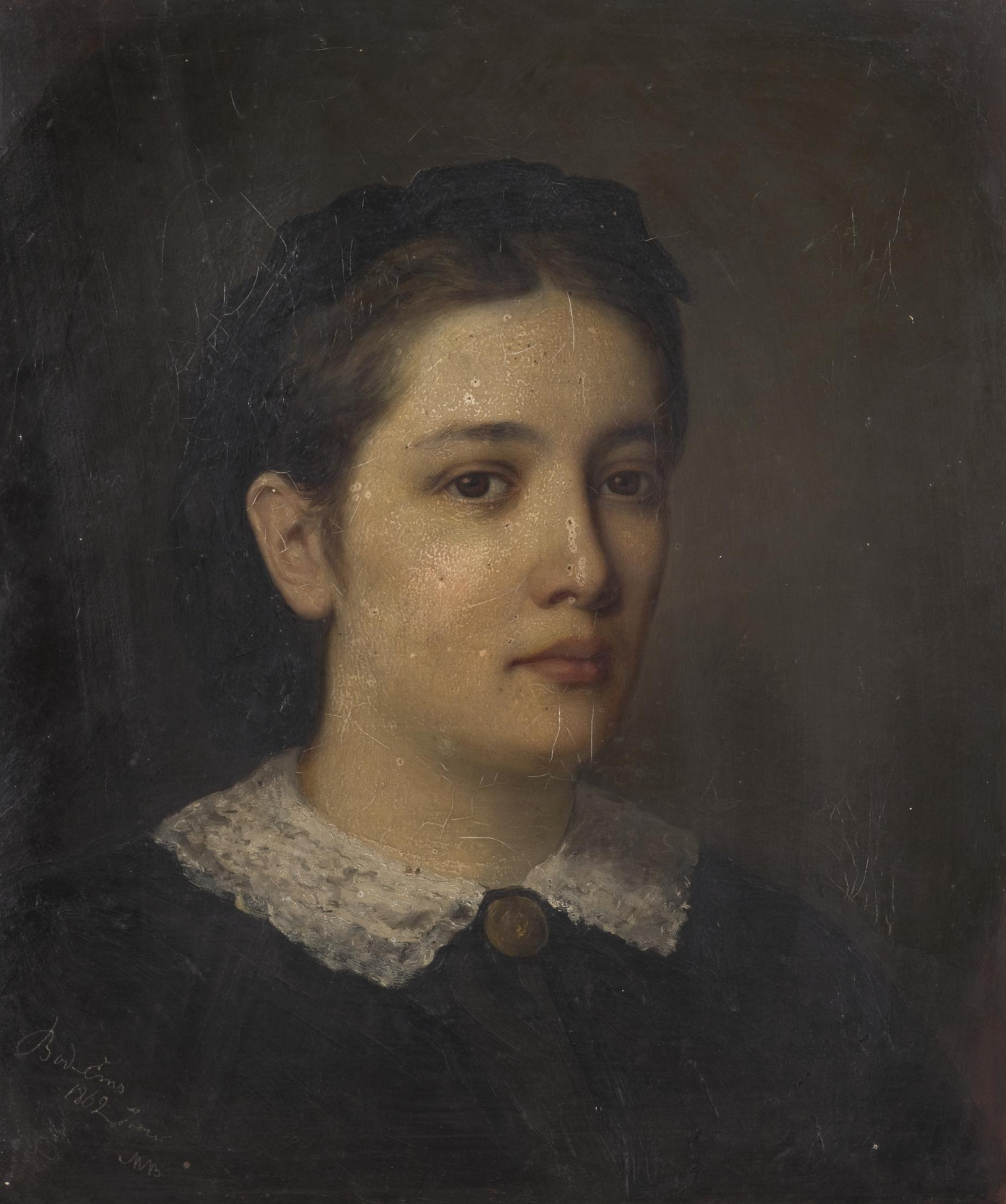
М. П. Боткин. Портрет А. А. Боткиной, урождённой Крыловой, 1862

Братья: коллекционер Дмитрий, литератор Василий, художник Михаил. Сёстры: М. П. Боткина — жена поэта Афанасия Фета, А. П. Боткина — жена Павла Пикулина, знаменитого терапевта, доктора медицины.
Первая жена (с 19.04.1859; Штутгарт) — Анастасия Александровна Крылова (1835—1875), дочь небогатого московского чиновника, сестра драматурга Виктора Александровича Крылова (1838—1908). Умерла в Сан-Ремо от лейкоза, похоронена в Покровском монастыре.
Вторая жена — Екатерина Алексеевна Оболенская (в первом браке в 1867—68 гг. — Мордвинова, 16 сентября 1850, Калуга — 6 апреля 1929, Париж), дочь князя Алексея Васильевича Оболенского и графини Зои Сергеевны Сумароковой.
Сыновья:
- Сергей (13 декабря 1859 — 21 января 1910) — врач-бактериолог и терапевт (сестра-близнец Сергея умерла во младенчестве), коллекционер русской графики. Жена — Александра Павловна Третьякова (1868—1959), дочь мецената Павла Михайловича Третьякова (1832—1898). Была членом правления Третьяковской галереи вместе с В. А. Серовым и И. С. Остроуховым, а затем — почётным членом учёного совета.
- Пётр (2 сентября 1861 — 1933) — дипломат, камергер (06.12.1908), действительный статский советник (29.03.1909). Второй секретарь русской миссии в Вашингтоне, секретарь дипломатического агентства в Болгарии и Бельгии; первый секретарь посольства в Англии (1906). С 1907 года — министр-резидент в Марокко; в 1912—1917 гг. — посланник в Португалии; вышел в отставку в марте 1917 года. В эмиграции — в Швейцарии и Франции. Один из учредителей в Париже Общества друзей Русского музея (1930). Жена — Фанни Пейсон (Fanny Payson), американка, дочь известного дипломата. В браке детей не было.
- Евгений (27 мая 1865 — 1918) — лейб-медик, лечащий врач семьи императора Николая II, погибший вместе с ней; канонизирован РПЦЗ в 1981 году. Прославлен в лике святых решением Архиерейского собора РПЦ, состоявшемся 2—3 февраля 2016 года[31].
- Александр (16 ноября 1866 — 13 марта 1936) — морской офицер-подводник, врач, изобретатель полуподводного катера. В эмиграции — в Италии, похоронен в Сан-Ремо. Жена — Мария Павловна Третьякова (1875—1952), дочь П. М. Третьякова.
- Виктор (20 мая 1871 — 1922), из пажей переведён в 46-й драгунский Переяславский Его Величества полк (1893); подполковник, штаб-офицер для поручений при военном министре; кавалерийский полковник (1914), командир Приморского драгунского полка; в 1919 г. — секретарь британского консульства во Владивостоке. С 1920 г. — в эмиграции. Умер, предположительно, в Харбине. Жена — Лидия Порфирьевна N (ум. после 1928), в 1904 году окончила во Владивостоке курсы медицинских сестёр; жила в Ленинграде в 1928 году.
- Дмитрий (18 сентября 1877 — 18 сентября 1877), умер во младенчестве.
- Алексей (9 февраля 1882 — 3 февраля 1886), умер в детстве.

Дочери:
- Анастасия (26 июля 1863—?). Муж — Василий Михайлович Бородулин (1847—?), доктор (ассистент Боткина); ей посвящена колыбельная для фортепиано М. А. Балакирева (1902).
- Мария [9 (20) января 1875 — 28 января 1960], в замужестве — Андреевская, художница-любительница. В её квартире (Сергиевская ул., 24) в 1890-х гг. собирались художники-передвижники, устраивались выставки. Училась живописи в Париже (1890-е) и в Италии (1906—1908). Писала пейзажи маслом, темперой и пастелью, рисовала портреты. Была в дружеских отношениях с М. Горьким и М. Ф. Андреевой. Во время отдыха на Капри в 1908 году исполнила два карандашных портрета писателя[32]. С середины 1910-х гг. жила в Финляндии. Похоронена в Хельсинки на русском кладбище. Родилась до брака своих родителей, воспитывалась в Ментоне у матери Екатерины Алексеевны, переехала к родителям через год после их свадьбы, в 1877 году, была узаконена (удочерена отцом) в начале 1878 года[33].
- Екатерина (1880—1940), врач. Умерла во Франции, похоронена на Сент-Женевьев-де-Буа.
- Зоя (1883—1950), умерла во Франции.
- Софья (1884—1969), училась в Женевской консерватории, занималась музыкой. В эмиграции жила во Франции, умерла в Париже. Муж — Николай Любимович Кон (Nikolai de Conne; 1883—1956).
- Людмила (1886—?). Муж (с 1917, Франция) — Пётр Дмитриевич Чехов (1884—1981), родственник знаменитого писателя; после Революции оказались во Франции[34]; сыновья: Сергей Петрович Чехов-Боткин[35] и Дмитрий Петрович Чехов.
- Елизавета (1888—?).

## Адреса в Санкт-Петербурге
- 1860—1864 — Спасская улица (ул. Рылеева — с конца 1920-х годов), дом 1;
- 1864—1877 — Загородный проспект, дом 24;
- 1878—12.12.1889 года — Галерная улица, дом 77.

## Память
- Улицы Боткина[укр.] (Боткинская улица) в городах Санкт-Петербург, Екатеринбург, Иркутск, Уфа; Киев, Луцк, Мариуполь, Ялта, Ташкент др.
- В декабре 1920 года, отмечая десятилетие Солдатёнковской больницы, Московский совет постановил переименовать её в больницу имени С. П. Боткина[36].
- Александровская барачная больница (Санкт-Петербург) с 1891 года носит имя С. П. Боткина (ныне — Клиническая инфекционная больница им. С. П. Боткина)[37].
- Постановлением Администрации г. Орла № 2335 от 11 сентября 2001 года городскому медицинскому объединению присвоено имя С. П. Боткина (до 1995 г. — медико-санитарная часть Орловского сталепрокатного завода)[38].
- В Ташкенте с 1872 года функционирует первое городское кладбище, находящееся на улице Боткина, известное как Боткинское кладбище[39].
- В 1898 году в память о заслугах выдающегося врача Самарская улица в Санкт-Петербурге была переименована в Боткинскую улицу. На доме № 20 в 1957 году установлена мемориальная доска (архитектор: М. Ф. Егоров) с текстом: «Здесь с 1861 г. по 1889 г. работал выдающийся русский учёный в области медицины Сергей Петрович Боткин».
- В сквере перед клиникой на углу Боткинской улицы и Большого Сампсониевского проспекта 25 мая 1908 года установлен памятник С. П. Боткину (скульптор: В. А. Беклемишев).
- На территории Боткинской больницы в 1920-х годах был установлен бюст работы И. Я. Гинцбурга (1896).
- На доме по адресу Галерная улица, 77 в 1958 году установлена мемориальная доска (архитектор: Л. В. Робачевская) с текстом: «Здесь с 1878 г. по 1889 г. жил и работал во славу отечественной медицины Сергей Петрович Боткин»[40].
- В феврале 1921 года образовано Петроградское общество терапевтов им. С. П. Боткина[41].
- В СССР (1949) и России (2007) были выпущены почтовые марки, посвящённые С. П. Боткину.
- Н. А. Некрасов посвятил С. П. Боткину IV часть своей поэмы «Кому на Руси жить хорошо?» («Пир на весь мир»).
- Кафедра и клиника факультетской терапии имени С. П. Боткина Военно-медицинской академии имени С. М. Кирова

## Галерея

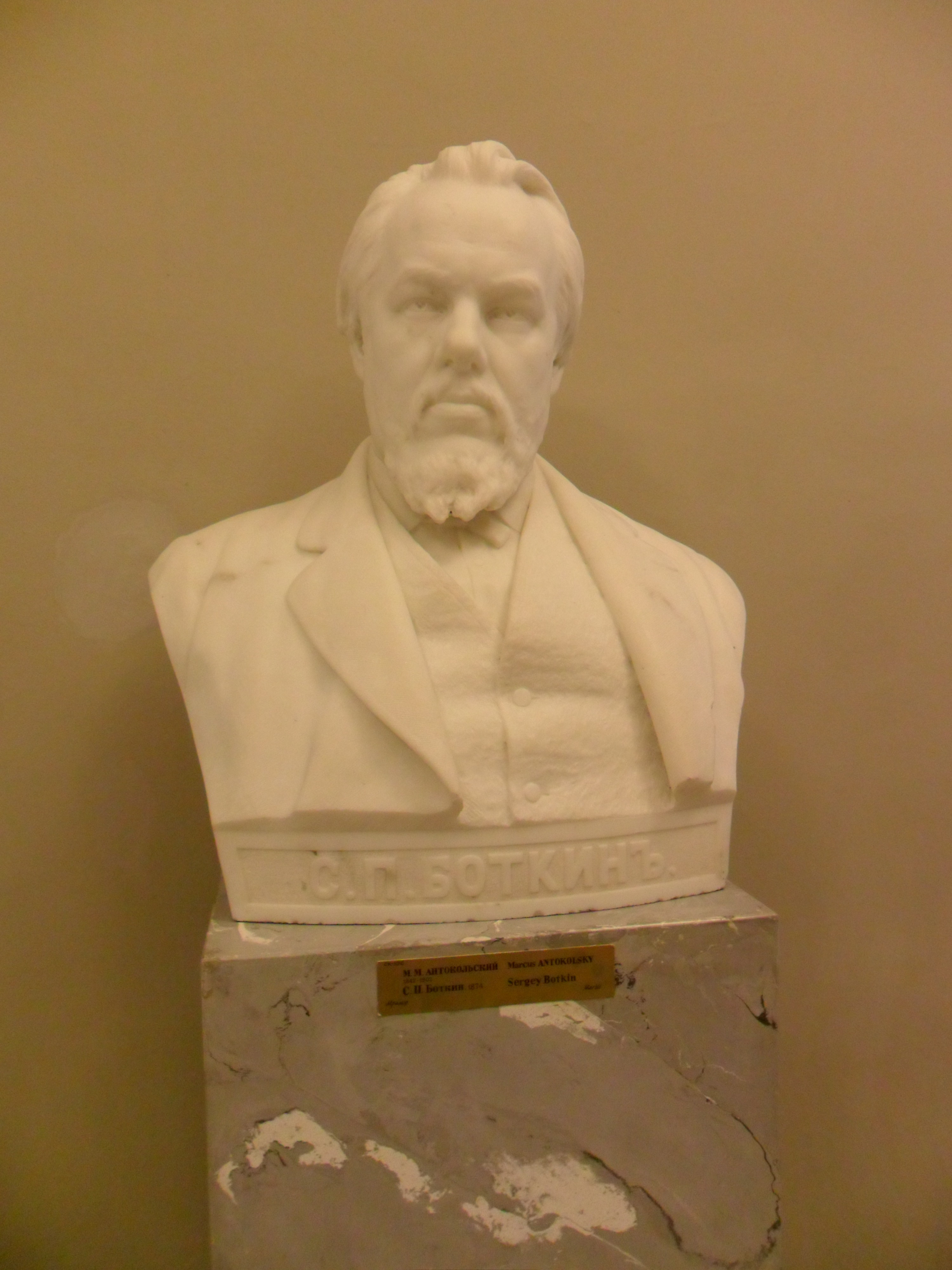
Бюст С. П. Боткина работы скульптора М. М. Антокольского расположенный в Русском музее в Санкт-Петербурге
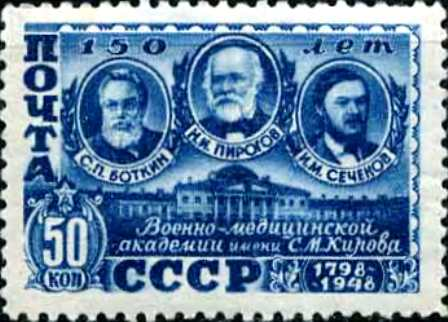
Почтовая марка СССР, 1949 год: врач-терапевт С. П. Боткин, хирург Н. И. Пирогов и физиолог И. М. Сеченов
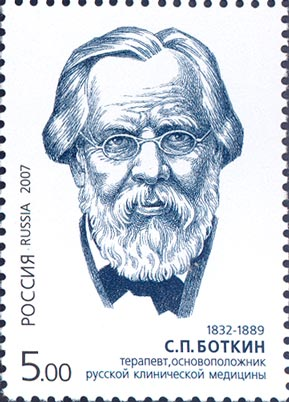
Почтовая марка России, 2007 год
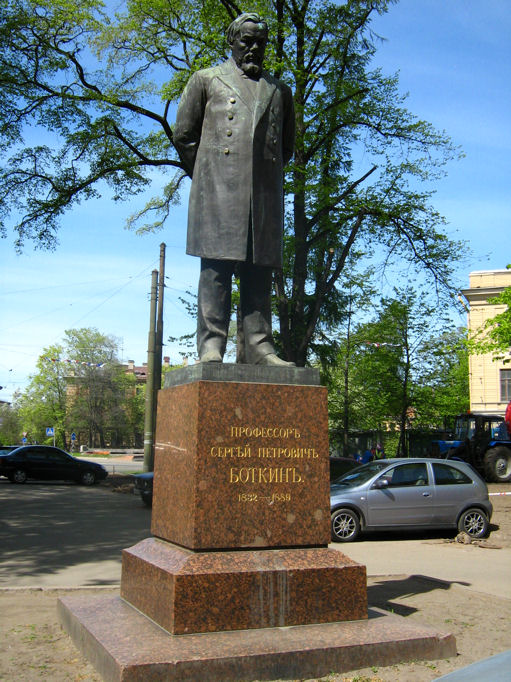
Памятник Боткину в сквере перед клиникой факультетской терапии
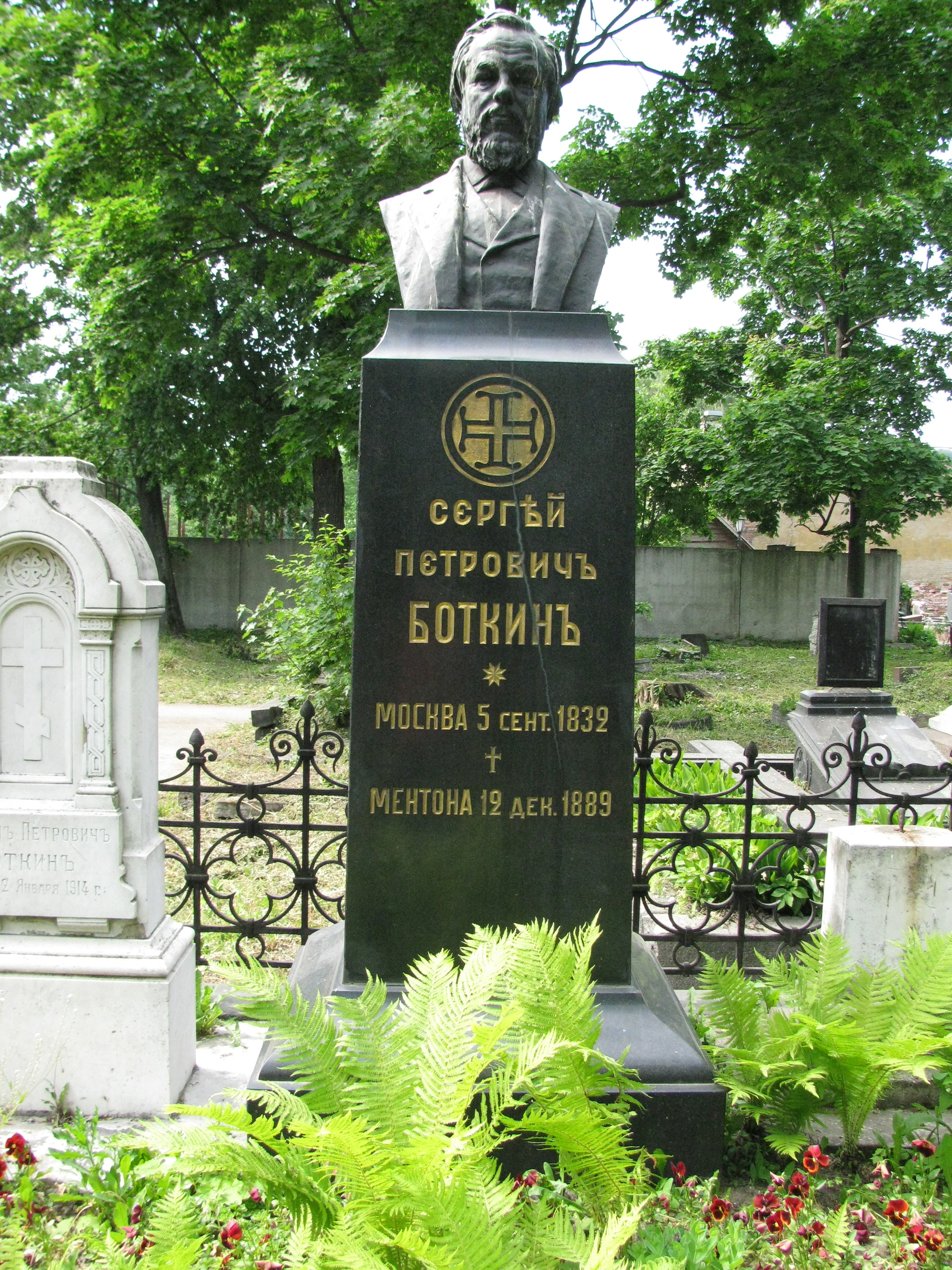
Могила Сергея Петровича Боткина на Новодевичьем кладбище в Санкт-Петербурге
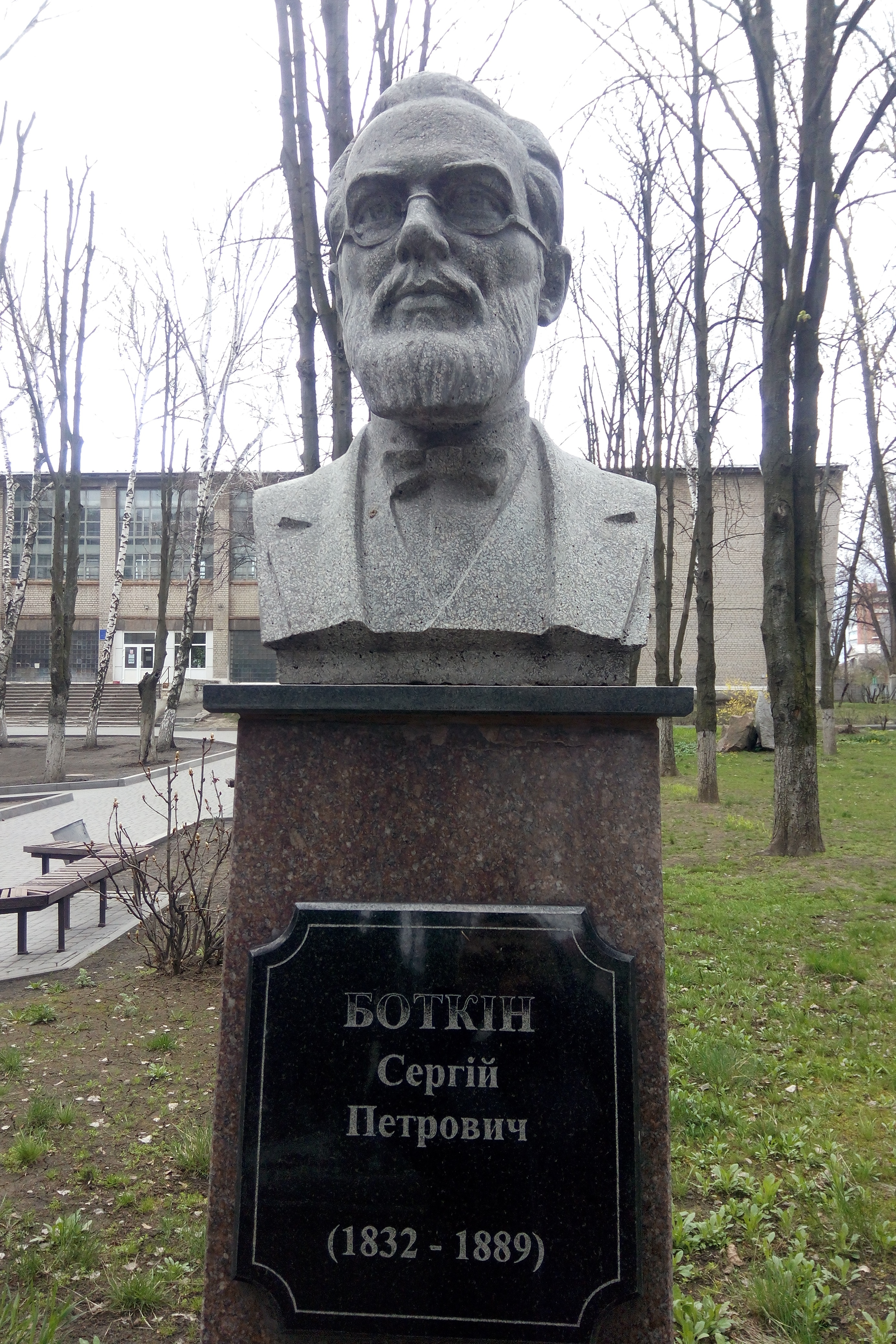
Бюст С. П. Боткину на Аллее учёных медицинской академии в Днепре

## Труды
- О всасывании жира в кишках: Дис. на получение степ. д-ра мед. лекаря Сергея Боткина. — Санкт-Петербург: тип. Я. Трея, 1860. — [4], 44 с.
- О подвижности почек // Еженедельная клиническая газета Боткина. — 1884. — № 23. — С. 253—363.
- Общие основы клинической медицины: Речь, произнес. на торжеств. акте в Имп. Воен.-мед. акад. проф. С. П. Боткиным 7 дек. 1886 г. — Санкт-Петербург: тип. М. М. Стасюлевича, 1887. — [2], 20 с.
- Клинические лекции проф. С. П. Боткина, читанные в Императорской Военно-медицинской академии в 1885—88 гг. — П.: К. Риккер, 1891. — Вып. III. — 178 с.
- Случай бронхиальной астмы: Лекция из курса 1886—87 г., чит. по поводу амбулатор. больного и запис. ординатором клиники, д-ром А. А. Двукраевым / [Соч.] С. П. Боткина. — [Санкт-Петербург]: тип. М. М. Стасюлевича, ценз. 1896. — 10 с.
- Об искусстве в медицине: (Из вступ. лекции, чит. студентам IV Курса Воен.-мед. акад. в 1887/8 акад. г.) / [Соч.] Проф. С. П. Боткина. — [Санкт-Петербург]: тип. М. М. Стасюлевича, ценз. 1898. — 17 с.
- Клинические лекции профессора С. П. Боткина, читанные в Императорской Военно-медицинской академии в 1883—88 годах / Собр. и сост. врачами клиники В. М. Бородулиным, В. Н. Сиротининым и М. В. Яновским, под ред. С. П. Боткина. — 2-е изд. Т. 2. — Санкт-Петербург: О-во рус. врачей в С.-Петербурге, 1899. — [2], 742 c. / Курс клиники внутренних болезней и клинические лекции: в 2 т. / Вступ. ст. А. Л. Мясникова; сост. К. А. Розова. М.: Медгиз, 1950. Т. 2. — С. 5—25.
- Письма С. П. Боткина из Болгарии 1877 г.: С двумя портр. автора и видом болг. хаты.— Санкт-Петербург: тип. М. М. Стасюлевича, 1893. — [4], 374 с.
- «Еженедельная клиническая газета»[42] с 1881 года издавалась под редакцией С. П. Боткина.